# المصرفية في النمسا

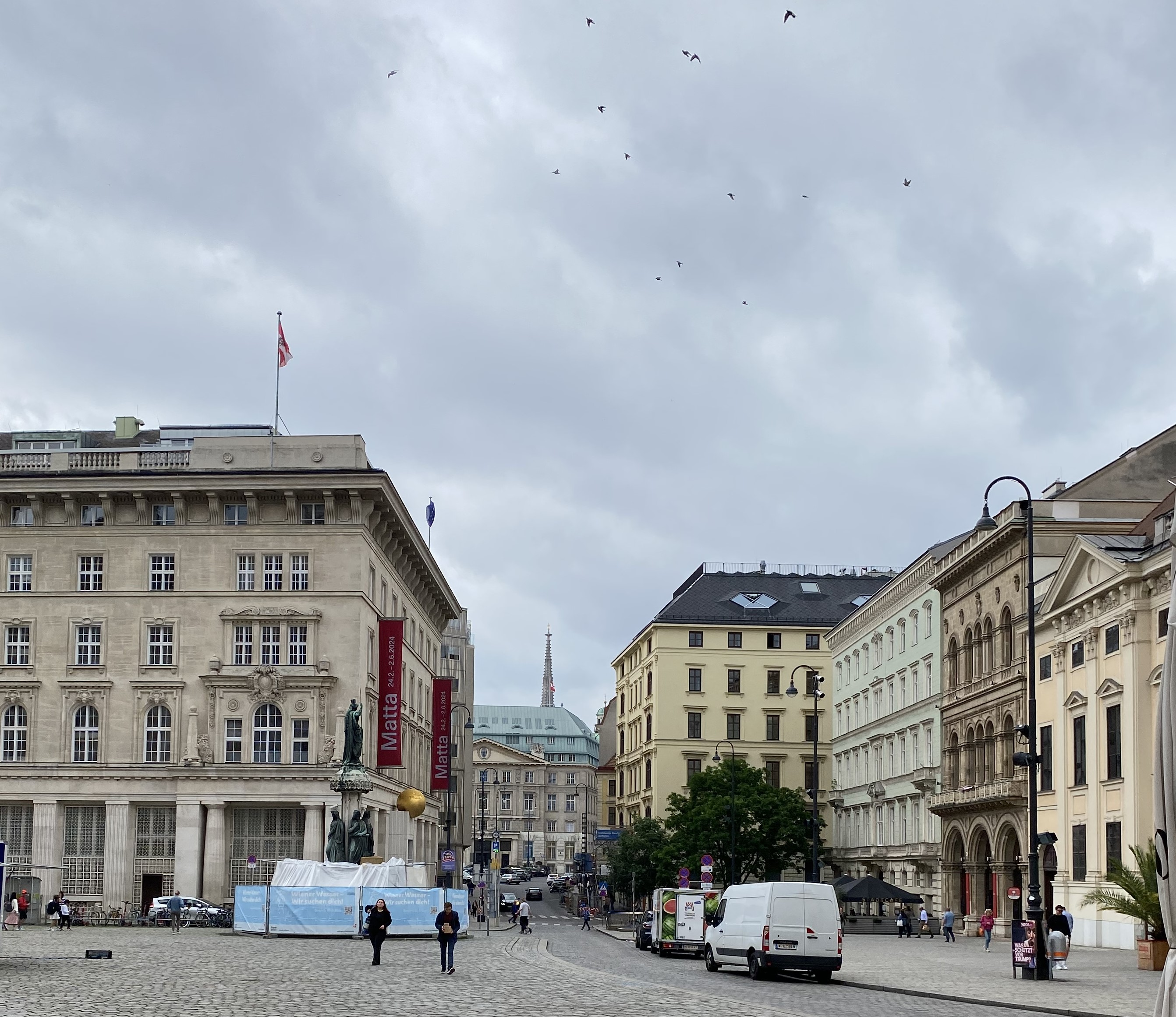
منظر لفريونغ باتجاه أم هوف، فيينا

تهدف هذه المقالة إلى تقديم لمحة عامة عن الأعمال المصرفية في النمسا.

## النظام المصرفي
يشمل النظام المصرفي النمساوي البنوك المساهمة، ودور البنوك، والبنوك الخاصة، بالإضافة إلى بنوك الادخار البريدي، وبنوك الادخار الخاصة، وبنوك الرهن العقاري، وجمعيات البناء، ومؤسسات الائتمان التعاونية المتخصصة. أهم المؤسسات الائتمانية هي البنوك التجارية المساهمة، وقد تم تأميم أكبر اثنين منها, Creditanstalt-Bankverein و Österreichische Länderbank, في عام 1946, تم بيع الأسهم التي تمثل 40 ٪ من رأس المال الاسمي للإثنين للجمهور في عام 1957.
في 12 كانون الثاني 1997, وافق شركاء الائتلاف، بعد مفاوضات طويلة ومكثفة، على بيع Creditanstalt-Bankverein إلى بنك النمسا المملوك للدولة بشكل غير مباشر، والذي يهيمن عليه الحزب الديمقراطي الاجتماعي النمساوي (SPO). أدى البيع إلى إنشاء عملاق مالي وصناعي في النمسا، والذي يمتلك حوالي ربع أصول جميع المؤسسات المالية.
أفاد صندوق النقد الدولي أنه في عام 2001, كانت الودائع بالعملة والودائع تحت الطلب - وهو إجمالي يعرف باسم M1 - مساوية لـ 52.9 مليار دولار. في نفس العام، بلغ M2 - وهو إجمالي يساوي M1 بالإضافة إلى ودائع الادخار والودائع الصغيرة لأجل وصناديق الاستثمار في سوق المال - 171.2 مليار دولار

### أنظمة
منذ إدخال Kreditwesensgesetz (KWG) في عام 1979, أصبحت الحدود بين الأنواع المختلفة لمؤسسات الائتمان غير واضحة بشكل تدريجي. تطورت العديد من البنوك إلى بنوك عالمية تقدم مجموعة شاملة من الخدمات المصرفية. قبل KWG 1979, كان النظام المصرفي النمساوي لا يزال يحكمه Kreditwesengesetz, والذي كان ساري المفعول منذ 1 تشرين الأول 1938 في ألمانيا النازية والنمسا المرتبطة بها. تم إنشاء KWG 1979 نتيجة للتحرير المتزايد للنظام المصرفي والاتجاه العام نحو البنوك الشاملة. أدى النمو السريع والنشاط المتزايد للبنوك النمساوية في الخارج إلى ضرورة التكيف مع المعايير الدولية التي تم تنظيمها في تعديل عام 1986 للقانون. في 1 كانون الثاني 1994, تم استبدال KWG بقانون البنوك الجديد (Bankwesensgesetz- BWG), والذي تمت صياغته في ضوء توافق الاتحاد الأوروبي ويحتوي أيضًا على أحكام محسنة لحماية الدائن والمستهلك. في عام 2002, تم تأسيس هيئة السوق المالية النمساوية (FMA) التي تشرف على القطاع المصرفي النمساوي. بسبب الاهتمام الاقتصادي بقطاع مالي مستقر، يخضع المشاركون في السوق المالية والبنية التحتية للسوق المالي (البورصة، إيداع الأوراق المالية) وتداول الأوراق المالية لإشراف الدولة.

### البنك المركزي النمساوي وبنك التحكم النمساوي
تأسس البنك المركزي النمساوي, البنك المركزي النمساوي، في عام 1816. بعد أن استولى عليه بنك الرايخ الألماني عام 1938, أعيد تأسيسه في 3 يوليو 1945. البنك عبارة عن شركة ذات رأس مال محدد بموجب القانون بمبلغ 150 مليون دولار, 100٪ من الأسهم، بموجب القانون، مملوكة للحكومة النمساوية. يحافظ البنك المركزي وبنك الإصدار على القوة الشرائية المحلية للعملة النمساوية وقيمتها من حيث العملات الأجنبية المستقرة، ويتحكم في المعاملات الخارجية التي تؤثر على ميزان المدفوعات. كما أنه يحدد متطلبات الاحتياطي لمؤسسات الائتمان.
تعلق أهمية كبيرة في النمسا على Oesterreichische Kontrollbank Aktiengesellschaft (OeKB). وهي المزود المركزي للخدمات المالية والمعلوماتية في النمسا لصناعة التصدير وسوق رأس المال. خدماتها متاحة للشركات والمؤسسات المالية وكذلك المؤسسات في جمهورية النمسا. تشمل خدمات OeKB خدمات التصدير وخدمات سوق رأس المال لبورصات الأوراق المالية والمصدرين ومقدمي الخدمات المالية والمستثمرين بالإضافة إلى خدمات سوق الطاقة لسوق الكهرباء والغاز علاوة على ذلك، يعد OeKB جهة إصدار مطلوبة في سوق السندات الدولية.

### أكبر البنوك في النمسا
أكبر المؤسسات الائتمانية النمساوية من حيث إجمالي الميزانية العمومية في 2018
| ترتيب 2018 | مصرف                                                 | مجموع الرصيد (بالمليارات) |
| 1          | Erste Group Bank AG                                  | 236,79                    |
| 2          | Raiffeisen Bank International AG - RBI               | 140,12                    |
| 3          | UniCredit Bank Austria AG                            | 99.03                     |
| 4          | BAWAG Group AG                                       | 44,70                     |
| 5          | Raiffeisenlandesbank Oberösterreich AG               | 41,99                     |
| 6          | Raiffeisenlandesbank Niederösterreich-Wien AG        | 26,97                     |
| 7          | Oberbank AG                                          | 22, 21                    |
| 8          | Steiermärkische Bank und Sparkassen AG               | 15,77                     |
| 9          | Raiffeisen-Landesbank Steiermark                     | 15,12                     |
| 10         | Hypo NOE Landesbank für Niederösterreich und Wien AG | 14.06                     |

### مصرفيون بارزون في النمسا
قدم المصرفيون السابقون والحاليون التاليون مساهمة مهمة في تطوير الصناعة المصرفية النمساوية ويواصلون تطويرها في منصبهم كرئيس تنفيذي:
- غيرهارد راندا : المدير التنفيذي منذ فترة طويلة بنك يونيكريديت النمسا، الرئيس التنفيذي لشركة Sberbank Europe AG
- أندرياس ميترلينر : المدير العام لشركة Hypo Landesbank Upper Austria لمدة 16 عامًا
- بيتر بوسك رئيس مجلس إدارة بنك Erste منذ فترة طويلة وعضو مجلس إدارة Erste Bank Groupe
- هيلموت هاردت: عضو قديم في مجلس الإدارة والرئيس التنفيذي لشركة Wiener Privatbank SE
- لودفيغ شارينغر : كان من 1985 إلى 2012 المدير العام ورئيس مجلس إدارة Raiffeisenlandesbank Oberösterreich
- ألفريد رايتر: عضو مجلس إدارة بنك إنفستكريديت أيه جي من 1976-2001, وهو أيضًا رئيس مجلس الإدارة وعلى مدى السنوات السبع الماضية نشط أيضًا كمدير عام
- إروين حمسادر : الرئيس السابق لمجلس الإدارة والمدير العام لشركة RLB NÖ-Wien. منذ عام 2012 رئيس شركة Raiffeisen-Holding NÖ-Wien
- Andreas Treichl : الرئيس التنفيذي طويل الأجل لبنك Erste, من 2008 إلى 2020 الرئيس التنفيذي لشركة Erste Group Bank AG
- روبرت أولم: الرئيس التنفيذي لشركة !Hello bank, أكثر من 20 عامًا من الخبرة في الصناعة المالية النمساوية والوساطة عبر الإنترنت.
- روبرت زادرازيل: الرئيس التنفيذي لبنك النمسا منذ عام 2016 ورئيس جمعية البنوك والمصرفيين النمساويين.
- Gerda Holzinger-Burgstaller: ستكون الرئيسة التنفيذية الجديدة لبنك Erste Bank Austria في عام 2021, وستتولى أيضًا منصب المدير المالي ومدير العمليات.
- هاينريش شالر: رئيس مجلس إدارة Raiffeisenlandesbank Oberösterreich AG والمدير العام لشركة RLB
- إيغور شتريل : الرئيس التنفيذي القديم لبنك VTB (النمسا) AG (Donau Bank AG سابقًا) وعضو مجلس إدارة Sberbank Europe AG (Volksbank International AG سابقًا)
- إريك هامبل
- أنس أبو زقوق : الرئيس التنفيذي لمجموعة BAWAG Group AG ورئيس مجلس الإدارة والرئيس التنفيذي لشركة BAWAG PSK AG (شركة تابعة لمجموعة BAWAG Group AG). كما أنه عضو في مجلس إدارة easybank AG.

## تداول الاسهم
نص مرسوم خاص من الإمبراطورة ماريا تيريزا (1 أغسطس 1771) على إنشاء بورصة في فيينا. من منتصف القرن التاسع عشر إلى بداية الحرب العالمية الأولى, كانت سوق رأس المال الرئيسي لأوروبا الوسطى والشرقية، ومن عام 1918 إلى عام 1938, كانت لها أهمية دولية مستمرة كسوق للأسهم للدول التي تأسست حديثًا والتي نشأت من السابق. الملكية. تتعامل البورصة أيضًا في خمس شهادات استثمار نمساوية وسبع شهادات استثمار أجنبية. نما مؤشر التداول النمساوي بشكل مطرد في السنوات القليلة الماضية، حيث نما 8.71٪ في عام 2002, وبلغ متوسط معدل النمو 10.15٪ في السنوات الخمس الماضية. بلغت القيمة السوقية اعتبارًا من ديسمبر 2004 بمبلغ 85.815 مليار دولار أمريكي، مع ارتفاع المؤشر بنسبة 57.4٪ إلى 2431.4 مقارنة بالعام السابق. كانت هناك 99 شركة مدرجة في Wiener Borse AG في عام 2004.